# Андрушки (Житомирський район)
Андрушки́ — село в Україні, адміністративний центр Андрушківської сільської територіальної громади Житомирського району Житомирської області. Кількість населення становить 2 014 осіб (2001). У 1923—2016 роках — адміністративний центр однойменної сільської ради.

## Географія
Розташоване за 14 км південно-західніше Попільні та залізничної станції Попільня. Через село проходить автомобільний шлях Попільня — Вчорайше. Селом протікає річка Паволочка.

## Населення
У 1864 році в селі налічувався 752 жителі, у 1880 році — 852 мешканці, православні.
Відповідно до результатів перепису населення Російської імперії 1897 року, загальна кількість мешканців села становила 1 577 осіб, з них: православних — 1 442, чоловіків — 798, жінок — 779.
В кінці 19 століття — 1 200 мешканців та 219 дворів. Станом на 1900-й рік кількість мешканців села становила 1 324 особи, з них 671 — чоловіки та 653 — жінки.
Станом на 1972 рік, кількість населення становила 2 230 осіб, дворів — 787.
Відповідно до результатів перепису населення 1989 року, кількість населення села, станом на 1 грудня 1989 року, становила 1 968 осіб. На 5 грудня 2001 року, відповідно до перепису населення України, кількість мешканців становила 2 014 осіб.

## Економіка
В Андрушках розташоване підприємство Сігнет-Центр, яке спеціалізується на вирощуванні кукурудзи, сої, пшениці, цукрових буряків та розвитку молочного тваринництва. В 2013 році почав роботу елеватор з потужністю зберігання зберігання — 60 тис. т та продуктивністю 250 т на годину.

## Історія
Відоме з 1683 року. У 1735 році в селі збудовано дерев'яну церкву, до парафії котрої входило 30 дворів в Андрушках, 20 — в Макарівці та 8 — у сільці Жарки, що розміщувалося в мусіївському лісі і, на початку 19 століття, ліквідоване через розбій мешканців, котрих виселено до Сибіру. У 1754 році оподатковувалося на пів чверті диму, сплата до замку становила 6 злотих 7,5 гроша, до скарбу — 25 злотих.
В середині 19 століття — село на річці Паволочка, за 4 версти західніше містечка Паволоч, 24 версти західніше Сквири, землі — 1 096 десятин, першокласний чорнозем. Власність Л. Б. Бентковського, що проживав в іншому маєтку, на Волині. Раніше входило до Паволоцького ключа князів Любомирських. У 1850 році закладено кам'яну церкву Вознесіння Господнього, котра була освячена 1859 році. Церква входила до 6-го класу, мала 62 десятини землі. У 1850 році біля села збудовано цукроварню, що виробляла 64,9 тисяч пудів цукрової пудри. Власність братів Поповичів, купців.
В другій половині 19 століття — село Паволоцької волості, в Паволочі розміщувалося й поліційне управління. До залізничної станції Брівки київсько-берестейської залізниці — 6 верст.
В кінці 19 століття — власницьке село Паволоцької волості Сквирського повіту Київської губернії, на відстані 30 верст від повітового центру, м. Сквира, та 8 верст від залізничної станції Попільня. Найближча поштово-телеграфна та поштова станції розміщувались в Попільні. Перебувало у власности Ольги Миколаївни Баскакової. Головним заняттям мешканців було рільництво, площа орних земель становила 1443 десятин, з них 729 десятин належало поміщикам, 680 — селянам та 34 — церкві. Селяни обробляли власну землю за трипільною сівозміною, на поміщицьких землях застосовували багатопільну систему обробітку ґрунту. У власности поміщиці Ольги Баскакової перебували цукровий завод та два водяних млини. На заводі працювали 72 чоловіки: 37 місцевих жителів та 35 немісцевих. Директором заводу був Олександр Миколайович Тюнтін. Селянам належали чотири вітряні млини. Село мало православну церкву, церковно-парафіяльну школу, лікарню, де працював фельдшер, та казенну винну крамницю. Пожежна команда була забезпечена чотирма бочками та шістьма баграми. За іншими даними, на цукроварні працювали 1 040 осіб, виробляла вона 184 954 пуди цукру на рік. При маєтку було 729 десятин землі. У 1906 році на цукровому заводі відбувся страйк працівників, придушений військом.
У 1923 році увійшло до складу новоствореної Андрушківської сільської ради, котра, від 7 березня 1923 року, стала частиною новоутвореного Попільнянського району Білоцерківської округи; адміністративний центр сільської ради.
На фронтах Другої світової війни воювали понад 700 селян, з них 162 загинули, 386 — відзначені урядовими нагородами. На їх честь, у 1965 році, встановлено обеліск Слави.
В радянські часи в селі розміщувався цукровий комбінат, що складався з цукрового заводу та бурякорадгоспу з 4 347,7 га угідь, з них 4 069,7 га ріллі. Радгосп спеціалізувався на вирощуванні насіння цукрових буряків, вирощував зернові культури та розвивав тваринництво м'ясо-молочного напрямку, мав дві пилорами. В селі були середня школа, будинок культури, клуб, дві бібліотеки, лікарня, аптека, два дитячі садки, телевізійне ательє, швейна майстерня побуткомбінату, поштове відділення, 10 магазинів та їдальня.
10 серпня 2016 року увійшло до складу новоствореної Андрушківської сільської територіальної громади Попільнянського району Житомирської області, адміністративний центр громади. Від 19 липня 2020 року, разом з громадою, в складі новоствореного Житомирського району Житомирської області.

## Відомі люди
- Вітрук Андрій Никифорович (1902—1946) — Герой Радянського Союзу.
- Закутенко Микола Федорович (1922—1985) — Герой Радянського Союзу.
- Ковальчук Юрій Олександрович (1991—2015) — старший солдат Збройних сил України, учасник російсько-української війни.
- Струцінський Олег Васильович — генерал-майор Збройних Сил України.
- Ліптус Віктор Іванович (нар. 1942) — український промисловець, директор андрушківського цукрового комбінату ім. Цюрупи (1975—1994).